# Akvitanska Galija
Galska Akvitanija ali Akvitanija (latinsko: Gallia Aquitania), rimska provinca, ki je mejila na province Lugdunsko Galijo, Narbonsko Galijo in Tarakonsko Hispanijo. Ležala je na jugozahodu sedanje Francije in dala ime sedanji francoski regiji Akvitaniji.

## Akvitanska plemena
V severnih Pirenejih in na ozemlju med rekama Garumna (Garona) in Liger (Loara) od hribovja Cemmenus na vzhodu do Oceana (Atlantik) na zahodu je živelo štirinajst keltskih in dvajset akvitanskih plemen Akvitanska plemena so bila številna, toda majhna in nepomembna. Večina plemen je živela ob Oceanu, nakatera pa tudi globoko na celini vse do vrhov Cemmenusa. 
Rimljani so Galijo razdelili na province Lugdunsko Galijo, Belgijsko Galijo in Akvitanijo. Te province so zaradi dolgolasih prebivalcev imenovali tudi Gallia Comata – Dolgolasa Galija. Narbonsko Galijo so zaradi značilnih hlač, ki so jih nosili prebivalci, imenovali Gallia Bracata – Dolgohlačna Galija.
Večina akvitanske oceanske obale je bila peščena, prekrita s tankim slojem zemlje. Prebivalci so gojili proso, čeprav so bili pridelki skromni. V zalivu, ki so ga posedovali Tarbelci, je bilo več zlatih rudnikov, v katerih so kopali velike količine ne najbolj čistega zlata. V notranjosti in hribovitih predelih je bila zemlja rodovitnejša. Petrokorci in Biturigi so bili mojstri v obdelavi železa, Kadurci so proizvajali laneno platno, Rutenci in Gabali pa so imeli rudnike srebra. 
Strabon piše, da so bili Akvitanci premožno ljudstvo. Za kralja Arvernov Luerija je trdil, da je bil izjemno bogat in objesten in je nekoč med vožnjo na bojnem vozu trosil zlatnike in srebrnike.
Rimljani so plemenske skupine imenovali pagi (ednina: pagus), ki so bili organizirani v večje skupine, imenovane civitates. Njihovo organizacijo so kasneje prevzeli Rimljani kot osnovo za svojo lokalno upravo.

## Akvitanska Galija in Rimsko cesarstvo
Galci niso bili enovito ljudstvo. Cezar jih je delil na prave Galce (Kelte), Belge in Akvitance. Rimsko cesarstvo je hotelo zaščititi prosto pot do Hispanije, zato je podprlo Masalijce (Marseille) proti njihovim mejnim plemenom. Po tem posegu so Rimljani leta 121 pr. n. št.  osvojili celotno ozemlje, ki so ga kasneje poimenovali Provincia oziroma Provinca. Provinca se je raztezala od Sredozemskega morja do Ženevskega jezera in se je kasneje po prestolnici Narbo (Narbonne) preimenovala v Narbonsko Galijo. Del Narbonske Galije je današnja Provansa, ki je ohranila staro rimsko ime. 
V obdobju od leta 58-50 pr. n. št. je bil velik upor Galcev proti Rimu oziroma Juliju Cezarju,  ki ga je vodil Vercingetoriks. V tem času sta bili veliki bitki pri Gergoviji in Aleziji (obe leta 52. pr. n. št.). V slednji so bili Galci popolnoma poraženi. Vercingetoriksa so ujeli in ga po nekaj letih ujetništva razkazovali po rimskih ulicah, potem pa usmrtili. Cezar je po porazu Galcev zasedel še neosvojene dele Galije in mejo Rimskega cesarstva pomaknil na Ren.
Za Cezarja je bila Akvitanija trikotno ozemlje med Oceanom (Atlantik), Pireneji in reko Garono. Leta 56 pr. n. št. je s pomočjo svojega generala Publija Krasa in njegovih keltskih zaveznikov osvojil skoraj celotno njeno ozemlje. Po Agripovi veliki zmagi nad akvitanskimi Galci leta 38 pr. n. št. so se začeli upori, ki so trajali do leta 28-27 pr. n. št..
Akvitanija je bila najmanjša od treh že omenjenih galskih regij, zato jo je Avgust leta 27 pr. n. št s soglasjem galske aristokracije razširil do reke Loare. Razširitev je temeljila na Agripovih opazovanjih pogovornega jezika, plemen in organizacije njihovih skupnosti.  Akvitanija je s tem postala rimska provinca in skupaj z Narbonsko Galijo, Lugdunsko Galijo in Belgiko postala del rimske Galije. Upravljal jo je bivši pretor in ni gostila nobene legije.
Še bolj kot Cezar je Strabon poudarjal, da se prvobitni Akvitanci razlikujejo od drugih Galcev ne samo po jeziku, ureditvi in zakonih (lingua institutis legibusque discrepontes), ampak tudi po videzu in so zato bolj podobni Ibercem. Administrativne meje, ki jih je postavil Avgust, so ustrezale tako pravim keltskim plemenom kot prvobitnim Akvitancem in se niso spremenile vse do Dioklecijanove reorganizacije Rimskega cesarstva.
Arverni so se pogosto vojskovali z Rimljani z vojsko, ki je štela do štiristo tisoč mož. V bojih s Kvintom Fabijem Maksimom Emilijanom in Domicijanom je vojska štela dvesto tisoč mož. Arverni so meje svojega ozemlje razširili do Narba (Narbonne) in Masilije (Marseille) in podjarmili številna plemena od Pirenejev in Oceana do Rena.

## Pozno rimsko obdobje in Vizigoti
Rimska Galija je prenehala obstojati v poznem 3. stoletju. Zunanji pritiski na Rimsko cesarstvo so povečali notranje slabosti, zanemarjanje meje na Renu pa je sprožilo vdore barbarov in državljansko vojno. V Galiji, Hispaniji in Britaniji je zavladala ločena linija cesarjev, ki se je začela z uzurpatorjem Postumom, vendar še ni težila k neodvisnosti od Rimskega cesarstva. Cesarstvo  je poskušal rešiti Dioklecijan, ki je leta 293 reorganiziral rimske province. V južni Galiji Akvitansko in Narbonsko Galijo združil v Diocesis Viennensis in istočasno razdelil Akvitansko Galijo na Prvo, Drugo in Tretjo Akvitanijo (Aquitania Prima, Aquitania Secunda in Aquitania Tertia) ali Novempopulano – Deželo devetih ljudstev. Z reorganizacijo je meje vrnil na tiste, ki jih je začrtal Cezar v prvotni Akvitaniji. Po reformi se je Galija stabilizirala in povečala svoj ugled. Takšno delitev so spoštovali tudi Vizigoti, ki so vdrli v Galijo v zgodnjem srednjem veku. Iz Akvitanske Galije je nastala Vojvodina  Vaskonija in iz nje pokrajina Gaskonja. 
Delitev Rimskega cesarstva na vzhodne in zahodne vladarje leta 395, je ponovno povzročila zanemarjanje meje na Renu, kar se je odrazilo s selitvijo galskega prefekta v Arelate. Leta 418 je cesar Flavij Honorij nagradil svoje vizigotske federate z dodelitvijo ozemlja v Akvitaniji, kamor so se preselili po invaziji Germanov in državljanjski vojni. Naselitev je potekla verjetno po pravilih za naselitev rednih rimskih vojakov (hospitalitas), čeprav so bili Goti rimski federati. Takšno stanje se je obdržalo do smrti generala Flavija Ecija, po kateri je na zahodu nastalo zatišje moči. V 460. in 470. letih so si začeli Vizigoti prilaščati rimsko ozemlje in prodirati proti vzhodu in leta 476 osvojili še zadnje rimsko ozemlje na jugu. Nastalo je jedro bodočega Vizigotskega kraljestva, ki se je nazadnje razširilo tudi preko Pirenejev na Iberski polotok.  